# Papieska elekcja 1073
Papieska elekcja 22 kwietnia 1073 – w jej wyniku papieżem został Hildebrand jako Grzegorz VII.

## Kardynałowie elektorzy
Zgodnie z dekretem „In Nomine Domini” z 1059 roku prawa elektorskie przysługiwały wyłącznie kardynałom biskupom. W kwietniu 1073 było ich prawdopodobnie sześciu, dostępne dane wskazują jednak, że nie więcej niż czterech mogło być obecnych w Rzymie w chwili śmierci Aleksandra II:
| Elektor         | Tytuł kardynalski          | Nominowany |
| --------------- | -------------------------- | ---------- |
| Jan             | kardynał biskup Porto      | ok. 1057   |
| Ubaldo          | kardynał biskup Sabiny     | ok. 1063   |
| Giovanni Minuto | kardynał biskup Tusculum   | 1072       |
| Hubert          | kardynał biskup Palestriny | ok. 1072   |

### Nieobecni
Prawdopodobnie dwóch kardynałów biskupów było nieobecnych; jeden z nich przebywał na zagranicznej legacji, a drugi był jednocześnie benedyktyńskim opatem i nie rezydował wówczas w Rzymie:
| Elektor                      | Tytuł kardynalski      | Nominowany | Inne funkcje i tytuły         |
| ---------------------------- | ---------------------- | ---------- | ----------------------------- |
| Gerhard z Ratyzbony OSBCluny | kardynał biskup Ostii  | ok. 1072   | legat papieski we Francji     |
| Piotr Igneo OSBVall          | kardynał biskup Albano | ok. 1072   | opat S. Salvatore w Fucecchio |

## Śmierć Aleksandra II i wybór Grzegorza VII
Papież Aleksander II zmarł w Rzymie 21 kwietnia 1073 roku. Już w trakcie uroczystości pogrzebowych dzień później lud rzymski, podburzony przez kardynała Hugona z San Clemente, który jako kardynał prezbiter nie miał formalnie uprawnień elektorskich, obwołał papieżem Hildebranda, archidiakona Świętego Kościoła Rzymskiego. W tej sytuacji obecni w Rzymie kardynałowie i przedstawiciele niższego duchowieństwa Rzymu zebrali się pospiesznie w bazylice S. Pietro in Vincoli i przez aklamację dokonali wyboru zgodnego z wolą ludu. Elekt, mimo początkowych oporów, zaakceptował wybór jako Grzegorz VII. 22 maja przyjął święcenia kapłańskie, a 30 czerwca został konsekrowany na biskupa.
Nowy papież od wielu lat był jedną z najważniejszych postaci w Kurii Rzymskiej, doradzając pięciu kolejnym papieżom począwszy od Leona IX (1049–1054). Był przy tym zdecydowanym rzecznikiem zarówno odnowy moralnej Kościoła, jak i koncepcji jego wyższości nad władzą świecką (tzw. papocezaryzm). Program reform, którym patronował najpierw jako archidiakon Kościoła, a potem jako papież określa się mianem reformy gregoriańskiej. Choć jego elekcja została przeprowadzona z naruszeniem przepisów dekretu „In Nomine Domini”, reformatorskie skrzydło w Kościele nigdy nie podważało legalności jego pontyfikatu.